# Krešimir Kozina
Krešimir Kozina (Derventa, 25 de junio de 1990) es un jugador de balonmano croata que juega como pívot en el RK Nexe Našice. Es además internacional con la selección de balonmano de Croacia.
Con la selección ganó el bronce en el Campeonato Europeo de Balonmano Masculino de 2016.

## Clubes
- RK Zamet (2007-2011)
- RK Nexe Našice (2011-2013)
- Alpla HC Hard (2013-2015)
- SG Flensburg-Handewitt (2015-2016)
- Füchse Berlin (2016-2017)[2]
- Frisch Auf Göppingen (2017-2024)[3]
- RK Nexe Našice (2024- )